# Jules Houplain
Pour les articles homonymes, voir Houplain.
Jules Houplain, né le 4 février 1998, est un acteur français.

## Biographie
Fils du plasticien Cyril Houplain et de l'animatrice radio K-tel de Skyrock, après des cours de théâtre à l’école de La Folie Théâtre (Paris 11e), puis à partir de 2016 à l'école Franck Cabot-David, il commence sa carrière d'acteur en 2014 en interprétant Luis dans le film On voulait tout casser de Philippe Guillard. De 2015 à 2017, il incarne Jules, le fils turbulent de la commissaire Cassandre dans la série éponyme.
Jules Houplain se révèle au grand public en incarnant Louis dans le téléfilm Baisers cachés de Didier Bivel diffusé sur France 2 à l'occasion de la Journée mondiale contre l'homophobie et la transphobie en 2016 (prix de la critique au Festival des créations télévisuelles de Luchon 2016), et Yann, un autre adolescent homosexuel, dans la série télévisée Les Innocents,, succès d'audience sur TF1, du 11 au 25 janvier 2018. Dans Prêtes à tout, téléfilm diffusé le 14 mars 2018 sur France 2, également en prime time, lors d'une émission La soirée continue consacrée aux problèmes de la drogue, il joue cette fois un jeune trafiquant.

## Filmographie

### Cinéma

#### Longs métrages
- 2014 : On voulait tout casser de Philippe Guillard : Luis
- 2019 : Celle que vous croyez de Safy Nebbou : Max
- 2023 : La Tour de Guillaume Nicloux : Nathan

#### Courts-métrages
- 2016 : Taro (it) de Franck Marchal : Marc

### Télévision

#### Séries télévisées
- 2015-2017 : Cassandre de Mathieu Masmondet et Bruno Lecigne : Jules Cassandre (saisons 1 et 2)
- 2018 : Les Innocents de Frédéric Berthe : Yann Desgrange
- 2018 : Capitaine Marleau de Josée Dayan : Anthony Crozier (saison 2, épisode 6)
- 2020 : La Promesse de Laure de Butler : Tony Andreï
- Depuis 2020 : Police de caractères de Gabriel Aghion : Antoine Poquelin
- 2021 : L'École de la vie d'Elsa Bennett et Hippolyte Dard : Jean-Baptiste Lopin
- 2021 : HPI de Vincent Jamain et Laurent Tuel : Hugo Viniali
- 2022 : Parallèles de Quoc Dang Tran : Victor

#### Téléfilms
- 2016 : Baisers cachés de Didier Bivel : Louis
- 2017 : On l'appelait Ruby de Laurent Tuel[8] : Stan Tanner
- 2017 : Prêtes à tout de Thierry Petit : Romain
- 2019 : D'un monde à l'autre de Didier Bivel : Julien
- 2019 : Connexion intime de Renaud Bertrand : Félix
- 2019 : Itinéraire d'une maman braqueuse d'Alexandre Castagnetti : Lucas
- 2024 : Parents à perpétuité : Guillaume

## Distinction
- Festival des créations télévisuelles de Luchon 2019 : Prix du meilleur espoir masculin pour D'un monde à l'autre